# 므나헴
므나헴(재위 기원전 749년경-738년경 )은 분열 이스라엘 왕국의 16대 왕으로 반란을 일으켜 왕위에 올랐다.
므나헴은 가디의 아들로 살룸이 스가랴 왕의 죄악에 대항해 반란을 일으켜 이블르암에서 스가랴 왕을 쳐 죽이고 왕위에 오르자 한 달 뒤 자신도 반란을 일으켜 살룸을 쳐 죽이고 왕위에 올랐다.
그도 하나님의 눈에 거슬리는 큰 죄악들을 저질렀고 어느 해에는 아시리아의 왕 아슈르-단 3세가 침공하자 은 1000탈렌트를 주어 도움을 받아 왕권을 튼튼하게 했다.
이후 므나헴은 아시리아에 바치려고 이스라엘의 모든 부자에게서 은 70세켈씩을 거두었고 아시리아 임금은 이스라엘 땅에 머무르지 않고 곧바로 철수했다.
| 전임 살룸 | 북이스라엘의 왕 | 후임 브가히야 |